# L'Unique

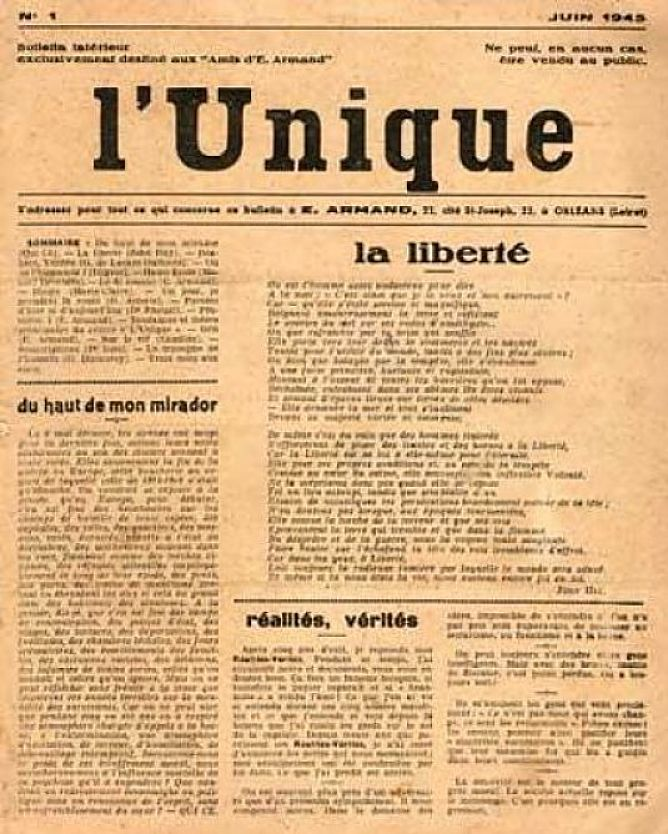
L'Unique

L'Unique foi um publicação anarquista individualista francesa editada por Émile Armand. Ela foi impressa nos anos de 1945 a 1956 e alcançou 110 números.
Outros escritores que colaboraram com a publicação incluem Gerard De Lacaze-Duthiers, Manuel Devaldès, Lucy Sterne, Thérèse Gaucher e outros. Louis Moreau era o responsável pelas ilustrações. L'Unique foi uma publicação eclética com foco na filosofia e ética publicada em Orleans.